# La donna del mistero 2
La donna del mistero 2 (Soy Gina) è una telenovela argentina del 1992-1993, trasmessa in Italia per la prima volta dall'emittente televisiva Rete 4 con protagonisti Luisa Kuliok e Jorge Martínez e come antagonista María Rosa Gallo.

## Trama
La telenovela è il seguito de La donna del mistero trasmessa nel 1989. Giulia Falconi e Michele Ricciardi finalmente si sono sposati e partono in luna di miele su un piroscafo che affonda durante un incidente. Giulia finisce su una spiaggia deserta priva di conoscenza e perde la memoria. È raccolta da un pescatore che la porta a casa sua e la cura con l'aiuto della sua famiglia povera. Michele è soccorso e portato in ospedale dove viene operato alla testa. Intanto Fiamma partorisce una bambina, ma muore e lascia solo Gabriele nella più completa disperazione. Suor Paolina riesce a fuggire dal manicomio, uccide il Segretario suo ex complice e torna di nascosto al convento dell'Adorazione con l'obiettivo di vendicarsi di Giulia e di Michele. Giulia rimane in casa di Simone che l'ha soccorsa e che vuole aiutarla a recuperare la memoria, ma non riesce a ricordare chi è. Virginia e Carlo non sono felici: Carlo non ha molti clienti da assistere come avvocato e non ha più l'agiatezza di una volta, mentre Virginia è tormentata dalle preoccupazioni dopo che una chiromante le ha predetto che suo figlio nascerà morto. Gabriele conosce una ragazza, Lucia, che lo aiuta nelle faccende di casa e con sua figlia neonata.
Intanto a casa dei pescatori arriva il signor Anselmo che ha notato Giulia mentre si trovavano in un paese di quella zona e si presenta come suo marito. Irma non gli crede perché ha letto sull'anello di Giulia che suo marito si chiama Michele, ma preferisce non rivelare la verità e lascia che Anselmo la porti via con sé per evitare che Antonio la violenti. Michele è avvertito dai suoi uomini che Giulia vive in una casa di pescatori e si precipita lì con l'intenzione di riportare sua moglie a casa. Quando arriva però Giulia è già partita con Anselmo. Suor Paolina scopre che Giulia è morta in un incidente ed è disperata perché non può più vendicarsi di lei, allora scappa dal convento e va a casa di sua sorella Caterina che lavora come infermiera nel manicomio in cui era rinchiusa. Paolina convince sua sorella a lavorare per lei, così da poter attuare la sua vendetta su Michele. Al manicomio si accorgono che nella cella di Paolina in realtà si trova suor Annunziata. Virginia ha una lite con Carlo e cadendo dalle scale perde il bambino.